# Mollie Robertson
Mollie Robertson, nascuda com Clarice Mary Hobson (n. Stockport, Anglaterra, el 28 de setembre de 1907), va ser una escriptora anglesa que va publicar The Sand, The Wind and the Serres - Days in Patagònia, de caràcter autobiogràfic, el 1964 a Londres, amb il·lustracions de Maurice Wilson.
The Sand ... relata la infància entre els 8 i els 15 anys, a finals de la Primera Guerra Mundial a les estades Talcahuala i Huanuluan, de la Patagònia argentina, constituint un testimoni únic de la vida en aquest temps i en aquests llocs.
En el llibre explica que la vida era dura, el clima extrem i el menjar tenia poca variació; però el seu interès es dirigia cap als animals, especialment els salvatges, que descriu amb simplicitat i encant. També compta sobre els singulars caràcters que convivien en les estades. El seu pare, silenciós i inassequible al desànim, la seva pacient mare, els excèntrics empleats europeus i els ovellers i domadors tehuelches i xilens, apareixen vívidament en les seves pàgines. Tot està presentat a través dels ulls d'una nena. Hi ha aventura, alegries i tristesa, sobretot quan arriba l'hora de la tornada a Anglaterra. Mollie Robertson va tornar cap a 1923 al seu país natal i l'adaptació el va portar més d'un any d'intens treball. Després va passar dinou anys com a administrativa en una oficina estatal. Es va casar amb el seu cap, va viatjar àmpliament per Espanya, Grècia i el Mediterrani. El 1971 The Sand ... es va emetre en forma serial per la Radio 4 de la BBC. Mollie considerava escriure un llibre sobre els seus altres viatges quan va morir a la ciutat on residia, Westcliff-on-Sea, el 22 d'octubre de 1981 a 72 anys.